# Alvan Graham Clark

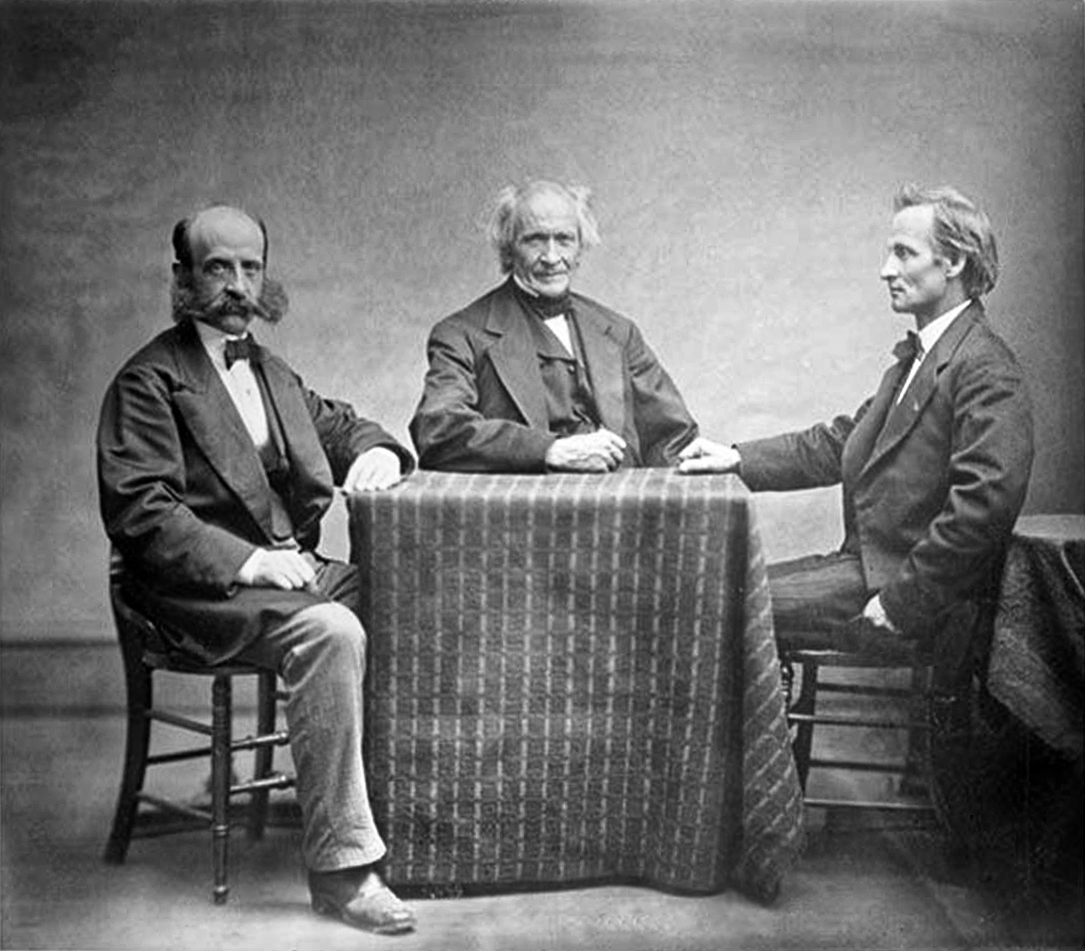
Alvan Graham Clark, Alvan Clark und George Bassett Clark

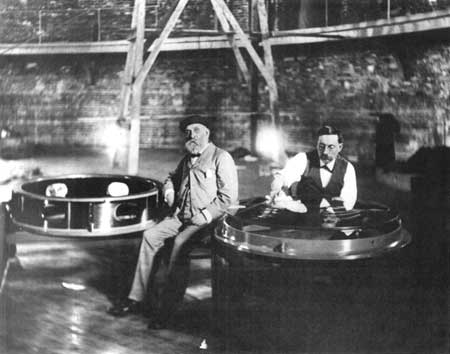
Alvan Graham Clark (links)

Alvan Graham Clark (* 10. Juli 1832 in Fall River, Massachusetts; † 9. Juni 1897 in Cambridge, Massachusetts) war ein US-amerikanischer Astronom und Teleskopbauer.
Er war der Sohn des Teleskopbauers Alvan Clark. Am 31. Januar 1862 entdeckte er Sirius B, den Begleiter des Sirius. Dies war der erste entdeckte Weiße Zwerg.
1881 wurde Clark zum Mitglied der American Academy of Arts and Sciences in Cambridge, Massachusetts gewählt.
Der Mondkrater Clark ist nach ihm und seinem Vater benannt.